# The Accusing Toe
The Accusing Toe er en amerikansk stumfilm fra 1918 af King Vidor.

## Medvirkende
- Sadie Clayton
- Dale Faith
- Wharton Jones